# La Somme de toutes les peurs (film)
Série Jack Ryan
Danger immédiat
(1994) The Ryan Initiative
(2014)
Pour plus de détails, voir Fiche technique et Distribution.
La Somme de toutes les peurs (The Sum of All Fears) est un film américano-germano-canadien réalisé par Phil Alden Robinson et sorti en 2002. C'est l'adaptation du roman éponyme de Tom Clancy paru en 1992. Il s'agit du quatrième long métrage de la franchise mettant en scène le personnage de Jack Ryan, ici incarné par Ben Affleck.
Au début des années 2000, le complot d'un groupuscule néo-nazi vise à déclencher la guerre nucléaire entre les États-Unis et la Russie afin de faire régner le fascisme sur le monde. Jack Ryan, analyste de la CIA, découvre et comprend les actions du complot. Il trouve le moyen de stopper le processus menant à la guerre nucléaire.

## Synopsis
Au deuxième jour de la guerre du Kippour en 1973, un A-4 Skyhawk israélien armé d'une bombe nucléaire est abattu par un missile SAM syrien.
En 2002, le président des États-Unis J. Robert Fowler et ses principaux conseillers politiques et militaires participent à un exercice d'alerte, dans l'installation présidentielle de secours de Mount Weaver (Virginie). Le directeur de la CIA William Cabot fixe alors avec le président les modalités de la visite officielle de Cabot en Russie. Elle concerne le démantèlement nucléaire en vertu d'un traité de non prolifération des armes nucléaires.
Le président russe Zorkin, porté sur la boisson, meurt d'une crise cardiaque. Il est alors rapidement remplacé par Alexander Nemerov, un homme relativement inconnu de la sphère politique. Il n'en fallait pas moins pour faire renaître les vieilles craintes de la guerre froide chez les Américains. Lors de la visite officielle en Russie dans une usine de démantèlement d'armes nucléaires, Jack Ryan, un analyste de la CIA, remarque que trois scientifiques russes manquent à l'appel. Les explications données par les officiels russes se révèlent extravagantes. Comme les trois scientifiques possèdent ensemble les connaissances nécessaires à la fabrication d'armes nucléaires, la CIA soupçonne les Russes de préparer clandestinement de telles armes.
Jack Ryan est chargé par William Cabot de faire la lumière sur les évènements avec l'aide de John Clark, un autre agent de la CIA, et de remonter la piste des scientifiques disparus. Avant même que l'enquête ne débute, une terrible tragédie survient à Grozny, la capitale de la Tchétchénie : la population a été anéantie au moyen d'armes chimiques.
Maintenant les craintes se sont concrétisées : les Américains accusent ouvertement les Russes de cette attaque gratuite et révoltante. Les tensions montent vite entre les deux grandes nations. Pour Jack, les éléments ne correspondent pas : Nemerov est beaucoup trop calculateur pour utiliser des armes chimiques, prohibées par les accords internationaux. L'hypothèse de Ryan, fondée sur une initiative de militaires radicaux, n'intéresse personne car Nemerov, de peur de passer pour un dirigeant incapable de contrôler la situation en Tchétchénie, affirme lors d'une annonce à la télévision qu'il est à l'origine de l'attaque sur Grozny, bien que celle-ci ne soit pas le fait du Kremlin, mais une initiative de généraux rebelles.
Pendant ce temps, un groupuscule néo-nazi piloté par de riches hommes d'affaires, a récupéré la bombe nucléaire de l'avion abattu en 1973. Il a engagé les trois scientifiques russes disparus pour reconditionner la bombe afin de la faire exploser à Baltimore, lieu où se trouvera le président des États-Unis pour une importante rencontre de football américain. Le but est de faire croire que cet attentat nucléaire serait d'origine russe, afin d'engager une guerre d'anéantissement atomique entre les États-Unis et la Russie et imposer un nouvel ordre mondial où le fascisme dominerait le monde.
Jack Ryan et John Clark retrouvent en Ukraine la piste des trois scientifiques russes disparus ; ces derniers ont tous été assassinés. Plus tard, quand l'équipe de Jack Ryan retrace le parcours de la bombe et comprend qu'un attentat nucléaire se prépare aux États-Unis, il est trop tard, la bombe a déjà été implantée dans un distributeur de cigarettes situé dans un parc de stationnement souterrain à Baltimore. 
Jack Ryan, qui arrive à Baltimore en hélicoptère pour intercepter la bombe qu'il croit encore être aux docks, téléphone immédiatement à William Cabot qui fait évacuer en urgence le président du stade de football.
La bombe explose, causant des dizaines de milliers de morts à Baltimore. Le président, qui se trouvait avec Cabot dans sa voiture, à plusieurs kilomètres de l'explosion, est sauf mais commotionné. Il est évacué par hélicoptère, puis rejoint la base aérienne d'Andrews, située en périphérie de Washington, où il embarque aussitôt à bord d'un Boeing E-4, qui est l'avion spécial du président en cas de crise militaire majeure. L'hélicoptère de Ryan s'écrase et celui-ci s'en sort. Cathy Muller, sa compagne, est également vivante (l'hôpital ou elle travaille étant relativement éloigné de l'explosion). Cabot meurt de ses blessures dans un hôpital de campagne dressé par l'armée américaine. 
Alors que Russie et États-Unis tentent de comprendre ce qui se passe exactement, un colonel russe commandant une base aérienne - en réalité un traître vendu aux néofascistes - fait croire à ses hommes que Moscou a été à son tour anéantie par une riposte nucléaire américaine et envoie ses bombardiers couler un porte-avions de l'US Navy en représailles. Il s'ensuit une riposte immédiate de l'armée américaine envers la base aérienne russe par des bombes incendiaires larguées par des F-16. Finalement, les deux pays passent en alerte maximale et se préparent à lancer leurs missiles nucléaires.
Avant de mourir, Cabot a donné à Ryan le nom de son informateur russe proche de Nemerov : « Spinnaker ». Celui-ci lui confirme que la Russie n'est pas à l'origine de l'attentat. Jack découvre aussi que le plutonium utilisé pour l'attentat provient des États-Unis, et que par conséquent, il ne pourrait s'agir d'un coup des Russes. Par ailleurs, cela est confirmé par John Clark, qui a retrouvé la trace du vendeur de la bombe nucléaire. 
Pourtant, personne dans l'entourage du Président n'écoute Jack, qui fonce alors au Pentagone afin d'utiliser le téléphone rouge. Il communique avec Nemerov. Celui-ci, convaincu par le jeune agent de la CIA, fait le premier pas et propose une retraite bilatérale, qui est ensuite acceptée par le président américain Fowler. La guerre nucléaire est ainsi évitée de justesse.
Après la crise, les différents responsables de l'attentat sont traqués et exécutés, tandis que les présidents Fowler et Nemerov signent à Washington un traité bilatéral de désarmement nucléaire en hommage aux victimes de l'attentat. Jack Ryan et Cathy Muller décident de se marier.

## Fiche technique
- Titre original : The Sum of all Fears
- Titre français et québécois : La Somme de toutes les peurs
- Réalisation : Phil Alden Robinson
- Scénario : Paul Attanasio et Daniel Pyne, d'après le roman La Somme de toutes les peurs de Tom Clancy
- Musique : Jerry Goldsmith
- Direction artistique : Martin Gendron, Isabelle Guay et Michele Laliberte
- Décors : Jeannine Oppewall et Cindy Carr
- Costumes : Marie-Sylvie Deveau
- Photographie : John Lindley
- Son : Russell Williams, II, Melanie Johnson
- Montage : Nicolas De Toth et Neil Travis
- Production : Mace Neufeld

Producteurs délégués : Tom Clancy et Stratton Leopold
- Sociétés de production[1] : Mace Neufeld Productions et SOAF Productions avec la participation de Paramount Pictures, en association avec MFP Munich Film Partners GmbH and Company I. Produktions KG
- Société de distribution[1] :  Paramount Pictures /  et  United International Pictures
- Budget : 68 millions de dollars
- Pays de production :  États-Unis,  Allemagne,  Canada
- Langues originales : anglais, russe, ukrainien, allemand et arabe
- Format[2] : couleur (DeLuxe) - 35 mm - 2,39:1 (Panavision) (Cinémascope) - son DTS | Dolby Digital | SDDS
- Genre : action, thriller, drame
- Durée : 124 minutes
- Dates de sortie[3] :
  - États-Unis et Canada : 31 mai 2002
  - Belgique, France et Suisse romande : 24 juillet 2002
  - Allemagne : 8 août 2002
- Classification[4] :
  -  États-Unis : PG-13 - Parents Strongly Cautioned  (Certaines scènes peuvent heurter les enfants de moins de 13 ans - Accord parental recommandé, film déconseillé aux moins de 13 ans)
  -  France : Tous publics (visa d'exploitation no 105974 délivré le 31 juillet 2002)[5]

## Distribution
- Ben Affleck (VF : Cédric Dumond ; VQ : Pierre Auger) : Jack Ryan
- Morgan Freeman (VF : Med Hondo ; VQ : Aubert Pallascio) : William Cabot, directeur de la CIA
- James Cromwell (VF : Jean-Luc Kayser ; VQ : Jean-François Blanchard) : président Robert « Bob » Fowler
- Liev Schreiber (VF : Julien Kramer ; VQ : Louis-Philippe Dandenault) : John Clark
- Bridget Moynahan (VF : Ethel Houbiers) : Dr Cathy Muller, petite amie de Jack Ryan
- Alan Bates (VF : Georges Claisse ; VQ : Vincent Davy) : Richard Dressler, chef du groupe terroriste néofasciste
- Colm Feore (VF : Guillaume Orsat) : Olson, vendeur de la bombe atomique
- Ron Rifkin (VQ : Jacques Lavallée) : Sidney Owens, secrétaire d'État des États-Unis
- Ciarán Hinds (VF : Mathieu Rivolier ; VQ : Denis Gravereaux) : Alexander Nemerov, président de la fédération de Russie
- Philip Baker Hall (VF : Jacques Richard ; VQ : Claude Préfontaine) : David Becker, secrétaire à la Défense des États-Unis
- Bruce McGill (VF : Marc Alfos ; VQ : Luis de Cespedes) : Gene Revell, conseiller à la sécurité nationale
- Michael Byrne : Anatoli Grushkov, conseiller du président Nemerov
- Ken Jenkins : amiral Pollack
- Richard Marner : président Zorkin
- Philip Akin : général Wilkes
- John Beasley (VQ : Pierre Chagnon) : général Lasseter
- Evgeniy Lazarev : général Dubinin
- Aleksandr Beliavski : amiral Ivanov
- Gregory Hlady : professeur Milinov
- Lisa Gay Hamilton : capitaine Lorna Shiro
  - Voix additionnelles : Emmanuel Garijo, Frantz Confiac, Jean-Pierre Moulin

## Production

### Tournage
Le tournage a lieu au Canada, notamment dans l'Ontario (Ottawa, Carp et son Diefenbunker) et Montréal (stade olympique), ainsi qu'à Baltimore, en Californie (parc national de la vallée de la Mort, San Diego) ainsi que sur l'USS John C. Stennis, Washington, Moscou

## Accueil

### Critiques
Le film a reçu des critiques mitigées. Rotten Tomatoes a rapporté que 59 % des critiques avaient donné des critiques positives du film et que la moyenne était de 6⁄10 basée sur 171 critiques comptées. Le consensus était que le film était "Un thriller bien fait qui prend un nouveau poids en raison du climat politique actuel". Chez Metacritic, le film a reçu un score de 45⁄100 basé sur 35 avis.

### Box-office
| Pays ou région                     | Box-office                     | Date d'arrêt du box-office    | Nombre de semaines |
| ---------------------------------- | ------------------------------ | ----------------------------- | ------------------ |
| États-Unis / Canada (1er week-end) | 31 178 526 $                   | du 31 mai 2002 au 2 juin 2002 | -                  |
| États-Unis Canada                  | 118 907 036 $                  | 18 juillet 2002               | 7                  |
| France                             | 3 868 619 $                    | 3 septembre 2002              | 6                  |
| France Paris                       | 765 256 entrées 85 375 entrées | -                             | -                  |
| Allemagne                          | 7 312 049 $                    | 18 septembre 2002             | 6                  |
| Total hors États-Unis              | 75 014 336 $                   | 18 juillet 2002               | 7                  |
| Total mondial                      | 193 921 372 $                  | 18 juillet 2002               | 7                  |

## Distinctions
Entre 2003 et 2019, La Somme de toutes les peurs a été sélectionné 7 fois dans diverses catégories et a remporté 2 récompenses.

### Récompenses
- BMI Film and TV Awards 2003 : BMI Film Music Award pour Jerry Goldsmith
- Visual Effects Society Awards 2003 : VES Award du meilleur support des effets visuels dans un film pour Glenn Neufeld, Derek Spears, Dan Malvin et Al Di Sarro

### Nominations
- Black Reel Awards 2003 : meilleur acteur dans un second rôle pour Morgan Freeman
- DVD Exclusive Awards 2003 : meilleur commentaire audio, nouvelle version pour Phil Alden Robinson et Tom Clancy (Pour l'édition spéciale collector).
- Political Film Society 2003 : nomination au prix PFS Award pour la Paix
- Academy of Science Fiction, Fantasy and Horror Films - Saturn Awards 2004 : meilleure collection de DVD
- Academy of Science Fiction, Fantasy and Horror Films - Saturn Awards 2019 : meilleure version de la collection DVD / Blu-Ray

## Analyse

### Différences avec le roman
Le scénario du film diffère sur plusieurs points avec le roman originel de Tom Clancy paru en 1991 :
- Dans le roman, Cabot n'existe pas.
- L'intrigue du roman est nettement plus complexe. Par exemple il y a un plan de paix israélo-palestinien qui semble être un succès. Initié notamment par Jack Ryan.
- Dans le roman, la bombe est une Bombe H mais qui n'est pas complètement au point, du coup elle est nettement moins destructive que prévu. Dans le film, c'est une Bombe A.
- Dans le roman, l'empire soviétique existe encore[réf. souhaitée].
- Dans le roman, les terroristes sont des nationalistes arabes [réf. souhaitée]dirigés par un ayatollah (a priori le Guide de la Révolution) , des communistes est-allemands de la Fraction armée rouge[réf. souhaitée] , un scientifique est-allemand spécialiste en nucléaire militaire et communiste, et des anciens officiers de la Stasi, alors que dans le film, les terroristes sont néofascistes. Une organisation islamique américaine (CAIR) avait fait pression sur l'équipe du film[10]. Contrairement aux idées reçues, le changement d'identité des terroristes n'est pas dû aux attentats du 11 septembre 2001, le tournage du film ayant pris fin en juin 2001.
- Dans le roman, l'attentat nucléaire a lieu à Denver, pendant le Super Bowl et élimine deux membres du gouvernement américain, le secrétaire d'État et le secrétaire à la Défense. Il était prévu aussi que Fowler se rende à Denver pour assister à le Super Bowl, mais il n'y est finalement pas allé. L'attentat a lieu à Baltimore dans le film, et n'a fait aucune victime au sein du gouvernement.
- Dans le roman, l'opération sous fausse bannière qui fait considérablement monter la tension entre les deux superpuissances est un combat de chars entre forces soviétiques - manipulées par les officiers de la Stasi - et américaines à Berlin, tandis que dans le film, il s'agit d'une attaque - orchestrée par un traître vendu aux néofascistes - de bombardiers Tupolev Tu-22M russes contre un porte-avions de l'United States Navy en Mer du Nord.
- Dans le roman, John Clark est nettement plus âgé. Il est assisté par Ding Chavez (qui n'apparaît pas dans le film et qui est en début de carrière). John Clark est le chauffeur de Jack Ryan.
- Dans le roman, Jack Ryan est aussi nettement plus âgé (mais a au moins 15 ans de moins que John Clark). Il est très haut placé dans la hiérarchie de la CIA. Il est marié depuis longtemps avec Cathy Muller, ils ont eu deux enfants.
- Dans le roman, un complot contre Jack Ryan mené par la petite amie et conseillère du président, Elizabeth Elliott (qui n'apparaît pas dans le film), le rend stressé, alcoolique et fumant trop. Fowler et Elizabeth Elliot considèrent Ryan comme un résidu sans intérêt de la Guerre froide, une sorte de faucon. A cause du complot, Cathy Ryan croit que son mari la trompe avec une autre femme, avec qui il aurait un enfant et à qui il verse régulièrement de l'argent. Ce complot fait que Fowler n'écoute plus Jack Ryan, qu'il voit comme une menace[Quoi ?]. En réalité Jack Ryan est fidèle à sa femme, et verse effectivement de l'argent à cette femme, mais parce-que son mari est mort dans Danger immédiat. John Clark prend la situation en main. Il déjoue le complot, et dit à Ryan de ne pas se laisser aller. Il explique la situation à Cathy Ryan. Celle-ci vérifie les informations de Clark. Puis, elle réussit à rendre plus calme, moins stressé son mari. Ce dernier arrête de consommer trop d'alcool.
- Dans le roman, Fowler finit par réaliser (à la suite de ce que Jack Ryan dit via le téléphone rouge) que l'attentat terroriste n'est pas un coup de l'Union Soviétique. Il décide alors de détruire Qom par une frappe nucléaire, pour tuer la tête du complot. Jack essaie en vain de l'en dissuader. Cependant, la règle du deuxième homme fait que Fowler a besoin de Ryan pour pouvoir lancer une attaque contre Qom. Jack Ryan refuse. Il déclare que Fowler n'est plus en état de commander (en s'arrangeant pour que le responsable du NORAD l'entende). Ce dernier est soulagé et appelle immédiatement les quatre sénateurs responsables des questions de défense, représentant les deux principaux partis américains (Tom Clancy n'utilise jamais dans ce livre les termes républicain et démocrate mais le lecteur le comprend facilement). Il leur explique le comportement de Fowler, ce qui fait que les quatre sénateurs prennent les mesures qui s'imposent.